# ゲロタ筋膜
ゲロタ筋膜（ゲロタきんまく、英: Gerota's fascia、ジェロタ筋膜、ゲロータ筋膜）とは、脊椎動物の体内にある密性結合組織の膜状の構造物である。筋膜といっても、筋組織を包んでいるのではなく、腎、腎周囲脂肪組織（脂肪被膜）、副腎を被っている。腎筋膜 (renal fascia) ともいう。
腹膜腔から腎臓のあたりで壁側腹膜を開け、後腹膜にアプローチすると、つるつるの線維性の被膜が露出する。これがゲロタ筋膜である。腎の周りを包んで閉じているのではなく、前葉と後葉が腎の外側方で合わさり、さらに腹壁の筋群の内面を被う「横筋筋膜」と名前を変えて、腹壁の筋の内側面の筋膜につながる。ゲロタ筋膜が線維膜 (tunica fibrosa) と呼ばれず筋膜と呼ばれるのは、横筋筋膜に続くからだと考えられる。